# 鳥取県道316号米子岸本線
鳥取県道316号米子岸本線（とっとりけんどう316ごう よなごきしもとせん）は、鳥取県米子市から西伯郡伯耆町に至る一般県道である。

## 概要
米子市古市から西伯郡伯耆町大殿に至る。

### 路線データ
- 起点：鳥取県米子市古市（新山橋北詰交差点、鳥取県道・島根県道102号米子広瀬線交点）
- 終点：鳥取県西伯郡伯耆町大殿（伯耆橋交差点、鳥取県道53号淀江岸本線交点）

## 歴史
- 2022年（令和4年）3月31日 - 鳥取県告示第153号により終点が西伯郡伯耆町大殿・大殿交差点から伯耆橋交差点まで0.8 km延長される。また、西伯郡伯耆町坂長・坂長交差点から西伯郡伯耆町大殿・大殿交差点までの経路を米子市諏訪・諏訪西交差点経由に変更し、西伯郡伯耆町坂長・坂長交差点 - 米子市諏訪・諏訪西交差点間が国道181号・国道183号・国道482号との重複区間、米子市諏訪・諏訪交差点 - 西伯郡伯耆町大殿・大殿交差点間が鳥取県道160号福頼市山伯耆大山停車場線との重複区間となった[1]。

## 路線状況

### 重複区間
- 鳥取県道・島根県道1号溝口伯太線（西伯郡南部町天万・円山団地入口交差点 - 西伯郡南部町天万・天万橋西詰交差点）
- 鳥取県道160号福頼市山伯耆大山停車場線（西伯郡南部町諸木 - 西伯郡伯耆町坂長・坂長交差点）
- 国道181号・国道183号・国道482号（西伯郡伯耆町坂長・坂長交差点 - 米子市諏訪・諏訪西交差点）
- 鳥取県道160号福頼市山伯耆大山停車場線（米子市諏訪・諏訪交差点 - 西伯郡伯耆町大殿・大殿交差点）

### 道路施設

#### 橋梁
- 大袋橋（法勝寺川、米子市）
- 伯耆橋（日野川、西伯郡伯耆町）

## 地理

### 通過する自治体
- 鳥取県
  - 米子市 - 西伯郡南部町 - 西伯郡伯耆町 - 米子市 - 西伯郡伯耆町

### 交差する道路
| 交差する道路 | 市町村名 | 市町村名 | 交差する場所 | 交差する場所            |
| --- | -------- | -------- | ------------ | ----------------------- |
| 鳥取県道・島根県道102号米子広瀬線                                                                                       | 米子市   | 米子市   | 古市         | 新山橋北詰交差点 / 起点 |
| 鳥取県道244号境車尾線                                                                                                   | 米子市   | 米子市   | 大袋         | 大袋橋北詰交差点        |
| 鳥取県道・島根県道1号溝口伯太線 重複区間起点                                                                            | 西伯郡   | 南部町   | 天万         | 円山団地入口交差点      |
| 鳥取県道・島根県道1号溝口伯太線 重複区間終点                                                                            | 西伯郡   | 南部町   | 天万         | 天万橋西詰交差点        |
| 鳥取県道160号福頼市山伯耆大山停車場線 重複区間起点                                                                      | 西伯郡   | 南部町   | 諸木         |                         |
| 鳥取県道253号岩屋谷米子線                                                                                               | 西伯郡   | 伯耆町   | 岩屋谷       |                         |
| 国道181号 重複区間起点 国道183号 重複区間起点 国道482号 重複区間起点 鳥取県道160号福頼市山伯耆大山停車場線 重複区間終点 | 西伯郡   | 伯耆町   | 坂長         | 坂長交差点              |
| 国道181号 重複区間終点 国道183号 重複区間終点 国道482号 重複区間終点                                                    | 米子市   | 米子市   | 諏訪         | 諏訪西交差点            |
| 鳥取県道160号福頼市山伯耆大山停車場線 重複区間起点                                                                      | 米子市   | 米子市   | 諏訪         | 諏訪交差点              |
| 鳥取県道160号福頼市山伯耆大山停車場線 重複区間終点                                                                      | 西伯郡   | 伯耆町   | 大殿         | 大殿交差点              |
| 鳥取県道53号淀江岸本線                                                                                                  | 西伯郡   | 伯耆町   | 大殿         | 伯耆橋交差点 / 終点     |

### 沿線
- 南部町立南部中学校
- 伯耆町立岸本小学校
- 伯耆町立岸本中学校
- 伯耆町役場
- JR西日本伯備線 岸本駅